# Instinkt
Instinkt (deutsch auch Naturtrieb) bezeichnet im Allgemeinen eine angeborene innere Grundlage (den „Antrieb“) eines vom Beobachter wahrnehmbaren Verhaltens von Tieren.
Im engeren Sinne ist Instinkt ein historischer Fachbegriff der klassischen vergleichenden Verhaltensforschung (Ethologie), der ein Verhalten bezeichnet, das durch Schlüsselreize über einen angeborenen Auslösemechanismus (AAM) hervorgerufen werden kann und das sich in einer geordneten Abfolge von stets gleichförmigen Instinktbewegungen (bedeutungsgleich: in „erbkoordiniertem Verhalten“ oder „Erbkoordinationen“) äußert. Die Untersuchung der Instinkte und die Erarbeitung einer Instinkttheorie sah die seit den 1930er-Jahren aus der Tierpsychologie hervorgegangene, klassische vergleichende Verhaltensforschung als eines ihrer wesentlichen Forschungsziele an, während die Befürworter des Behaviorismus die Suche nach inneren Ursachen für Verhaltensweisen grundsätzlich ablehnten.
Einige Autoren verweisen auf das Phänomen einer spontan – ohne äußeren Einfluss – ansteigenden Handlungsbereitschaft als wesentliches Element eines Instinkts, was eine Nähe zur Triebtheorie diverser psychologischer Schulen zur Folge hat.
Die Bezeichnung Instinkt wurde jedoch sowohl in der Verhaltensforschung als auch in der Psychologie nie eindeutig definiert, sondern von unterschiedlichen Autoren jeweils unterschiedlich verwendet. Bereits 1985 hieß es daher im Herder Lexikon der Biologie, Instinkt sei ein „stets umstrittener Begriff“ gewesen, „in der wiss[enschaftlichen] Terminologie sollte das Wort I[nstinkt] vermieden werden.“

## Wortherkunft
Die Bezeichnung Instinkt geht zurück auf das lateinische Wort instinctus, das so viel bedeutet wie „Anreiz, Antrieb, Eingebung“. Es wurde im 18. Jahrhundert aus dem Begriff instinctae naturae (wörtlich: Naturtrieb) abgeleitet.
Heute wird die Bezeichnung zudem umgangssprachlich oft im übertragenen Sinne für „ein sicheres Gefühl für etwas“ verwendet und bezeichnet Verhaltensweisen des Menschen, die ohne reflektierte Kontrolle ablaufen. Das Adjektiv instinktiv bedeutet „vom Instinkt geleitet, trieb-, gefühlsmäßig“. Es wurde im 19. Jahrhundert dem französischen Wort instinctif nachgebildet.

## Definitionen von „Instinkt“
Seit dem Mittelalter wurden die Bezeichnungen Instinkt, Trieb, Impuls und andere mehr zwar benutzt, jedoch nicht genauer definiert. Instinkte wurden zunächst als göttliche Gabe betrachtet, deren genaue Analyse dem menschlichen Geist versagt bleibe, wobei auch Gedankengänge von Philosophen des antiken Griechenlands aufgegriffen wurden. Erst im 19. Jahrhundert, nach Fortschritten auf den Gebieten der Anatomie und der Neurologie, wurde ein pragmatischerer Zugang zum Phänomen des angeborenen Verhaltens möglich. So schrieb William James 1887 über die Tiere:
„Gottes Wohltätigkeit stattet sie vor allem mit einem Nervensystem aus; wenn man diesem seine Aufmerksamkeit schenkt, dann erscheinen die Instinkte plötzlich weder als wunderbarer noch als weniger wunderbar als alle anderen Tatsachen des Lebens.“

### Hermann Samuel Reimarus
Hermann Samuel Reimarus hatte den Tieren im Jahr 1760 in seiner Schrift Allgemeine Betrachtungen über die Triebe der Thiere, hauptsächlich über ihre Kunsttriebe. Zum Erkenntniss des Zusammenhanges der Welt, des Schöpfers und unser selbst anstelle von „Instinkten“ noch – jedoch gleich bedeutend – folgende „Triebe“ zugeschrieben: „mechanische Triebe der Thiere“, die vom Bau ihres Körpers abhängig seien; „Vorstellungstriebe“, geprägt durch Gewohnheiten, Zu- und Abneigungen; „willkürliche Triebe“, die der Selbsterhaltung dienten; und schließlich „Kunsttriebe“, die „zur Erhaltung jedes Thieres und seiner Art“ dienten.

### Ernst Heinrich Weber
Gelegentlich wurde die Bezeichnung Instinkt auch auf geistige, nicht-bewusste Vorgänge des Menschen angewandt, so beispielsweise 1846 von dem Physiologen und Anatom Ernst Heinrich Weber:
„Wenn man den Begriff des Instinktes allgemeiner fassen will, als es gewöhnlich geschieht, wenn man die unbekannte Ursache von einer jeden angeborenen zweckmäßigen Tätigkeit, zu der sich die Seele nicht selbst bestimmt, Instinkt nennen will, mag sich nun diese Tätigkeit auf die Bildung von Vorstellungen oder auf die Hervorbringung von Bewegungen beziehen, so kann man jene Seelenanlage auch als einen intellektuellen Instinkt bezeichnen.“

### Charles Darwin
Charles Darwin verstand unter Instinktverhalten zum einen Verhaltensweisen, die vollkommen ohne Erfahrung schon beim erstmaligen Ausführen beherrscht werden, zum anderen aber auch solche, die durch Erfahrung erworben wurden. In seinem Werk Der Ausdruck der Gemütsbewegungen bei dem Menschen und den Tieren beschreibt Darwin 1872 beispielsweise, dass Tiere durch das Aufrichten ihrer Haare „ihren Feinden gegenüber größer und furchtbarer aussehen“, dabei eine drohende Stellung einnehmen und „dass ferner derartige Stellungen und Laute nach einer Zeit durch Gewohnheit instinktiv wurden“.

### Douglas Alexander Spalding
Douglas Alexander Spalding, der bereits 1873 das 60 Jahre später von Konrad Lorenz popularisierte Phänomen der Prägung untersucht hatte, beschrieb den Instinkt 1872 als „Inherited Association“ (geerbte Assoziation), die „das Produkt der angehäuften Erfahrungen früherer Generationen“ sei (the product of the accumulated erxperiences of past generations).

### William James
Der US-amerikanische Psychologe und Philosoph William James verfasste 1872 eine auch heute noch hilfreiche Formulierung, der zufolge der Instinkt die Fähigkeit sei,
„sich so zu verhalten, dass gewisse Ziele erreicht werden, ohne die Voraussicht dieser Ziele und ohne vorherige Erziehung oder Erfahrung“.

### George Romanes
Der britische Evolutionsbiologe George Romanes grenzte 1885 in seinem Buch Die geistige Entwicklung im Tierreich den Instinkt von den Reflexen ab, wobei der auf den Unterschied von Empfindung und Wahrnehmung abhob:
„Instinkt ist Reflexthätigkeit, in die ein Bewusstseinselement hineingetragen ist. Der Ausdruck [gemeint ist: Instinkt] ist deshalb ein die Gattung betreffender, insofern er alle geistigen Fähigkeiten umfasst, welche bei einer der individuellen Erfahrung vorausgehenden bewussten und anpassenden Handlungen beteiligt waren, ohne notwendige Kenntnis der Beziehungen zwischen den angewandten Mitteln und dem erreichten Zwecke, aber ähnlich ausgeführt unter ähnlichen und häufig wiederkehrenden Umständen bei allen Individuen ein und derselben Art. Aus dieser Definition des Instinkts folgt, dass ein  Reiz, welcher eine Reflexthätigkeit hervorruft, über eine Empfindung nicht hinausgeht; dagegen verursacht ein Reiz, der eine instinktive Thätigkeit zur Folge hat, eine Wahrnehmung.“
George Romanes unterschied Empfindung und Wahrnehmung dahingehend, dass die Empfindungen durch das Bewusstsein klassifiziert und so zur Wahrnehmung veredelt werden: Wahrnehmung sei „Empfindung plus dem geistigen Inkredienz der Interpretation“.

### Heinrich Ernst Ziegler
Der deutsche Zoologe Heinrich Ernst Ziegler (1858–1925) unterstützte 1904 die Reflexkettentheorie und schrieb, dass „Reflexe und die Instinkte auf ererbten (kleronomen) Bahnen des Nervensystems beruhen“ und dass sich die Instinkte aus Reflexen „durch größere Komplikationen“ gebildet haben.

### William McDougall
William McDougall definierte Instinkt 1908 „als eine ererbte oder angeborene psychophysische Disposition“ und wies ihm drei Teilprozesse zu:
- einen kognitiven Teilprozess: Der Instinkt bestimme, wie Objekte einer bestimmten Klasse mittels der Sinne wahrgenommen werden und welche Aufmerksamkeit ihnen geschenkt wird.
- einen affektiven Teilprozess: Der Instinkt bestimme im Falle der Wahrnehmung eines solchen Objekts, welche emotionale Erregung einer ganz bestimmten Qualität erlebt wird.
- einen motivationalen Teilprozess: Der Instinkt bestimme, in welcher ganz bestimmten Weise in Bezug auf das Objekt gehandelt oder zumindest der Impuls zu einer solchen Handlung erlebt wird.

Jedem Instinkt ordnete McDougall zudem noch eine entsprechende Emotion zu (z. B. Fluchtinstinkt ↔ Furcht).
Bis in die 1930er Jahre hielten die Vitalisten die Instinkte einer naturwissenschaftlichen Forschung weder zugänglich noch bedürftig; „wir betrachten den Instinkt, aber wir erklären ihn nicht“, schreib Johan Bierens de Haan noch 1940.

### Konrad Lorenz
Konrad Lorenz schrieb 1950: „Als einen Instinkt oder Trieb bezeichnen wir ein im Ganzen spontan aktives System von Verhaltensweisen, das funktionell genügend einheitlich ist, um einen Namen zu verdienen.“ Die Instinkte wurden also auf physiologische Prozesse, letztlich hypothetisch auf Verschaltungen von Nervenzellen im Gehirn zurückgeführt, und sie wurden daher grundsätzlich einer naturwissenschaftlichen – experimentellen – Untersuchung zugänglich gemacht.

### Nikolaas Tinbergen
Nikolaas Tinbergen definierte 1951 Instinkt als einen hierarchisch organisierten Mechanismus im Nervensystem, der auf bestimmte innere und äußere, vorwarnende, auslösende und richtende Impulse anspricht und sie mit koordinierten, lebens- und arterhaltenden Bewegungen beantwortet: also ein komplexes System aus Schlüsselreizen, hierdurch verursachten inneren Zustandsänderungen (vgl. Angeborener Auslösemechanismus) und nachfolgenden Instinktbewegungen.

## Anwendung des Instinktbegriffs auf den Menschen
Der US-amerikanische Soziologe und Sozialpsychologe Luther Lee Bernard stellte 1926 einen Katalog der in der Literatur gefundenen Instinkte zusammen und fand 5684 verschiedene Instinkte.
Der kanadische Sozialpsychologe Otto Klineberg nannte 1954 drei Kriterien, die erfüllt sein müssen, um auch beim Menschen von Instinkt reden zu können:
1. Phylogenetische Kontinuität: Das Verhalten muss bei unterschiedlichen Arten zu beobachten sein, vor allem bei Menschenaffen.
2. Biochemische und physiologische Grundlagen: Das Verhalten muss im Organismus des Menschen eine Prädisposition aufweisen, also dort verankert sein.
3. Universalität des Verhaltens: Das Verhalten muss in allen Gesellschaften bzw. Kulturen vorzufinden sein.

In der Fachliteratur wird die Bezeichnung Instinkt heute allenfalls vorsichtig in Bezug auf den Menschen benutzt und zum Beispiel durch angeborenes Verhalten ersetzt. Das hat vor allem drei Gründe:
- Zum einen haben neuere Ergebnisse der Sozialisationsforschung und der Verhaltensbiologie die „Naturhaftigkeit“ von Verhaltensweisen teilweise widerlegt.
- Zum anderen werden Verhaltensweisen nur mit der Bezeichnung „Trieb“ oder „Instinkt“ belegt, ohne dass dies das Verhalten erklärt; die zu findende Erklärung wird vielmehr bloß vom beobachtbaren Verhalten auf das Instinkt-Konzept verschoben. Beispiel: Jemand flüchtet nach einem Unfall – man gehorcht dem ‚Fluchtinstinkt‘; oder man hilft – man gehorcht dem ‚Helferinstinkt‘. Wissenschaftstheoretisch spricht man hier von einer Problemdopplung: Es ist nicht mehr nur das Verhalten zu erklären, sondern auch die als Instinkt bezeichnete hypothetische Ursache des Verhaltens.
- Zusätzlich ist das hypothetische Phänomen Instinkt als Erklärungsgröße kaum zu widerlegen. Die Unmöglichkeit einer Falsifikation bedeutet jedoch, dass der Informationsgehalt der „Erklärung“ minimal ist.

Der deutsche Philosoph und Soziologe Arnold Gehlen (1904–1976) hatte bereits 1940 eine erbliche „Instinktreduktion“ beim Menschen postuliert, den er allgemein als „Mängelwesen“ sah.
Im Metzler Lexikon Philosophie schreibt Jörg Schmidt: „Bei Instinkten spielen die kognitiven Fähigkeiten eine untergeordnete Rolle, jedoch ist gegen die Meinung der philosophischen Anthropologie kein Gegensatz zu den Vernunftstrukturen vorhanden.“